# 莫里永
莫里永（法語：Morillon，法語發音：[mɔʁijɔ̃] ⓘ）是法国上萨瓦省的一个市镇，属于博讷维尔区。

## 地理
莫里永（46°5'2"N, 6°40'32"E）面积14.51 平方千米，位于法国奥弗涅-罗讷-阿尔卑斯大区上萨瓦省，该省份为法国东部省份，历史上为薩伏依的一部分，北与瑞士接壤，西接安省，南至萨瓦省，东与瑞士和意大利接壤。
与莫里永接壤的市镇（或旧市镇、城区）包括：阿拉什-拉弗拉斯、萨莫安。

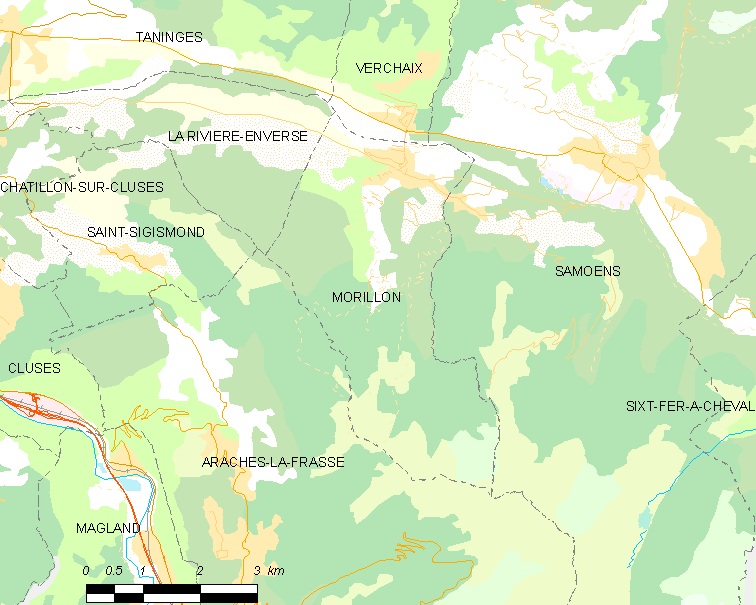
莫里永的OSM定位图

莫里永的时区为UTC+01:00、UTC+02:00（夏令时）。

## 行政
莫里永的邮政编码为74440，INSEE市镇编码为74190。

## 政治
莫里永所属的省级选区为克吕斯县。

## 人口

1962-2008年间莫里永人口变化图示

莫里永于2022年1月1日时的人口数量为694人。